# Powiat Shioya
Powiat Shioya (jap. 塩谷郡 Shioya-gun) – powiat w Japonii, w prefekturze Tochigi. W 2024 roku liczył 38 264 mieszkańców.

## Miejscowości
- Shioya
- Takanezawa